# Storflotjärnen (Sundsjö socken, Jämtland, 699195-147001)
Storflotjärnen är en sjö i Bräcke kommun i Jämtland och ingår i Ljungans huvudavrinningsområde.